# جيمس ر. إدموندز جونيور
جيمس ر. إدموندز جونيور (بالإنجليزية: James R. Edmunds, Jr.) هو مهندس معماري أمريكي، ولد في 1 أبريل 1890 في بالتيمور في الولايات المتحدة، وتوفي في 4 فبراير 1953.